# 沙特阿拉伯宗教
沙烏地阿拉伯伊斯蘭教派
伊斯蘭教遜尼派瓦哈比派為沙特阿拉伯的國教，沙國法律要求所有公民都是穆斯林 ，而且禁止伊斯蘭教以外的宗教信徒進行公眾崇拜。任何想要獲得沙特阿拉伯國籍的非穆斯林都必須皈依伊斯蘭教。 沙特阿拉伯因執行伊斯蘭教律法及其糟糕的人權紀錄而受到批評。

## 宗教自由
沙特阿拉伯是一個伊斯蘭教神權政治的國家。非伊斯蘭教的其他宗教沒有實踐自己信仰的權利。非穆斯林的傳播媒體訊息是被禁止的，從伊斯蘭教改宗到另一個宗教的信仰会被判處死刑。在沙特傳道也是非法的。

## 宗教群體

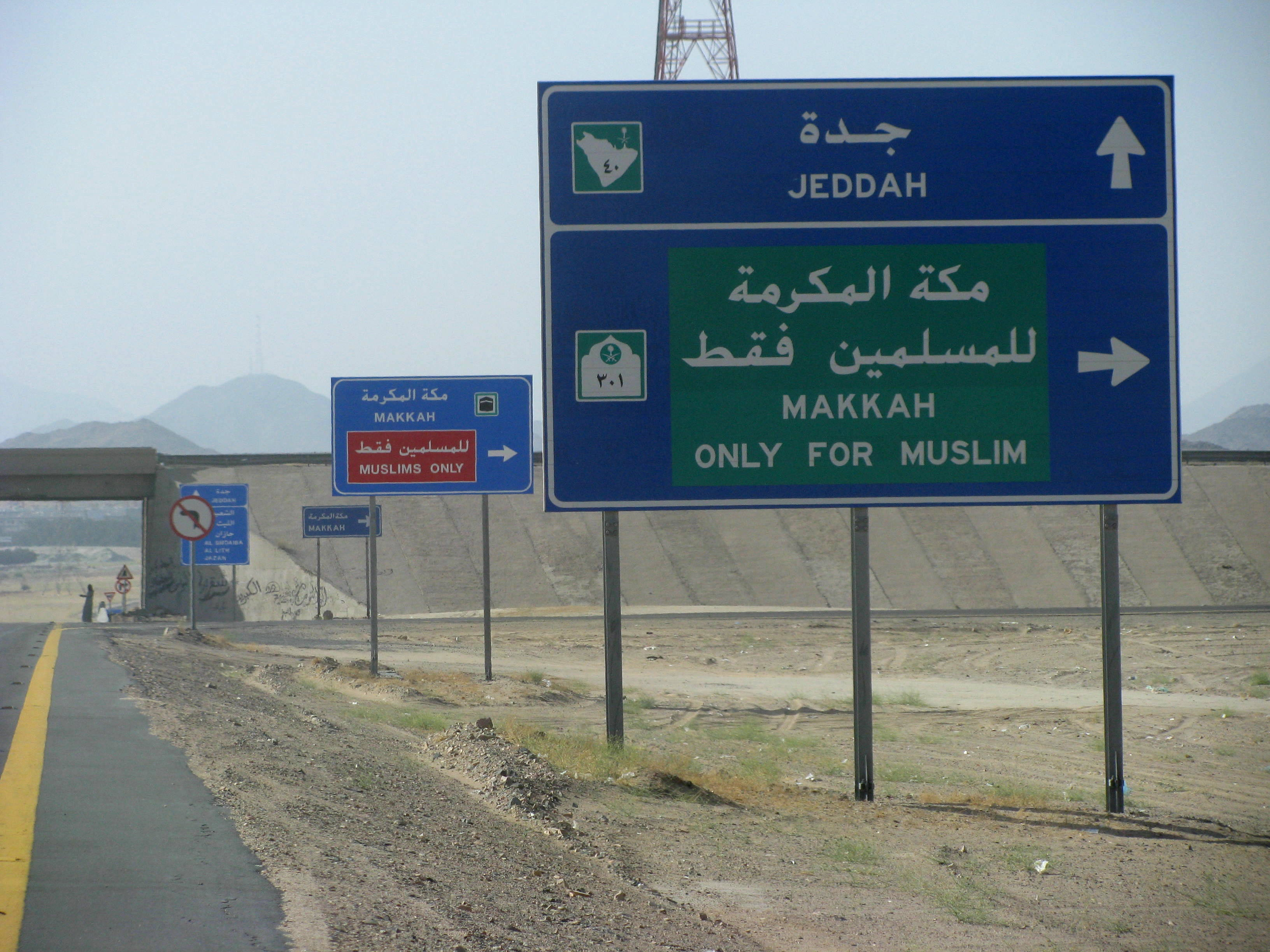
禁止非穆斯林進入聖地麥加和麥地那的告示牌。

### 伊斯蘭教
沙特阿拉伯的伊斯蘭教法學為遜尼派中的罕百里派。根據官方統計，沙特阿拉伯公民中有85-95％是遜尼派穆斯林，10％-15％是什葉派穆斯林。（超過30％的沙烏地人口中是由外來移工組成，多數外籍移工是穆斯林）。而阿赫邁底亞穆斯林數量則不清楚。 兩座伊斯蘭教的聖城麥加和麥地那，由於許多原因，非穆斯林是完全不允許進入的。

### 非穆斯林
居住在沙特阿拉伯的外國移工（總人口2700萬中有800萬外籍人士）包括了非穆斯林。對於非遜尼派穆斯林，非穆斯林和無宗教者，“宗教自由既不得法律承認也不受保護”，沙特政府的政策繼續嚴格限制宗教自由，根據2013年國際宗教自由法報導，什葉派穆斯林面臨著沙特阿拉伯政府在教育，司法系統，尤其是宗教自由方面的系統性歧視。什葉派穆斯林在就業方面也面臨歧視，對什葉派伊斯蘭教的節日的公開慶祝活動施加限制。 除了伊斯蘭教之外，其他信仰不可以實踐，所以在沙烏地阿拉伯不允許興建任何教堂、廟宇或其他非穆斯林禮拜堂，儘管沙特有近一百萬基督徒、印度教徒和佛教徒， 幾乎所有的外籍工作者在沙特阿拉伯私人祈禱服務受到壓制。沙特阿拉伯宗教警察經常搜查基督徒的家庭。信仰基督宗教的外籍移工不准慶祝聖誕節或復活節。

### 基督宗教
根據估計，沙特阿拉伯約有100萬基督徒，全部為外籍移工。基督徒經常抱怨沙特當局的宗教迫害。2012年12月，在吉達工作的35名埃塞俄比亞基督徒（6名男子和29名婦女每週舉行一次祈禱會）被沙特國家宗教警察逮捕並拘留，因為他們舉行私人祈禱聚會。雖然基督徒不允許公開敬拜，但每周有關外國人的禱告會上，會眾可能有幾百人。

### 印度教
截至2001年，在沙特阿拉伯估計有150萬印度僑民，其中大多數為穆斯林，但也有一些印度教徒。像其他非伊斯蘭宗教一樣，印度教徒不允許在沙特阿拉伯公開舉行宗教敬拜。也有一些印度教徒投訴沙特阿拉伯當局銷毀印度教的宗教用品。